# Blanzay-sur-Boutonne
Blanzay-sur-Boutonne là một xã trong tỉnh Charente-Maritime Charente-Maritime trong vùng Nouvelle-Aquitaine, tây nam nước Pháp. Xã Blanzay-sur-Boutonne nằm ở khu vực có độ cao từ 26-57 mét trên mực nước biển.
Sông Boutonne tạo thành biên giới phía tây bắc và phía tây.